# Cheiloneurus paralia
Cheiloneurus paralia är en stekelart som först beskrevs av Walker 1837.  Cheiloneurus paralia ingår i släktet Cheiloneurus och familjen sköldlussteklar. Arten är reproducerande i Sverige. Inga underarter finns listade i Catalogue of Life.